# Arsenal de l'aéronautique
L'Arsenal de l'aéronautique (initialement Arsenal du matériel aérien et SFECMAS : Société française d’étude et de construction de matériels aéronautiques spéciaux en 1952) est un constructeur aéronautique public français disparu.

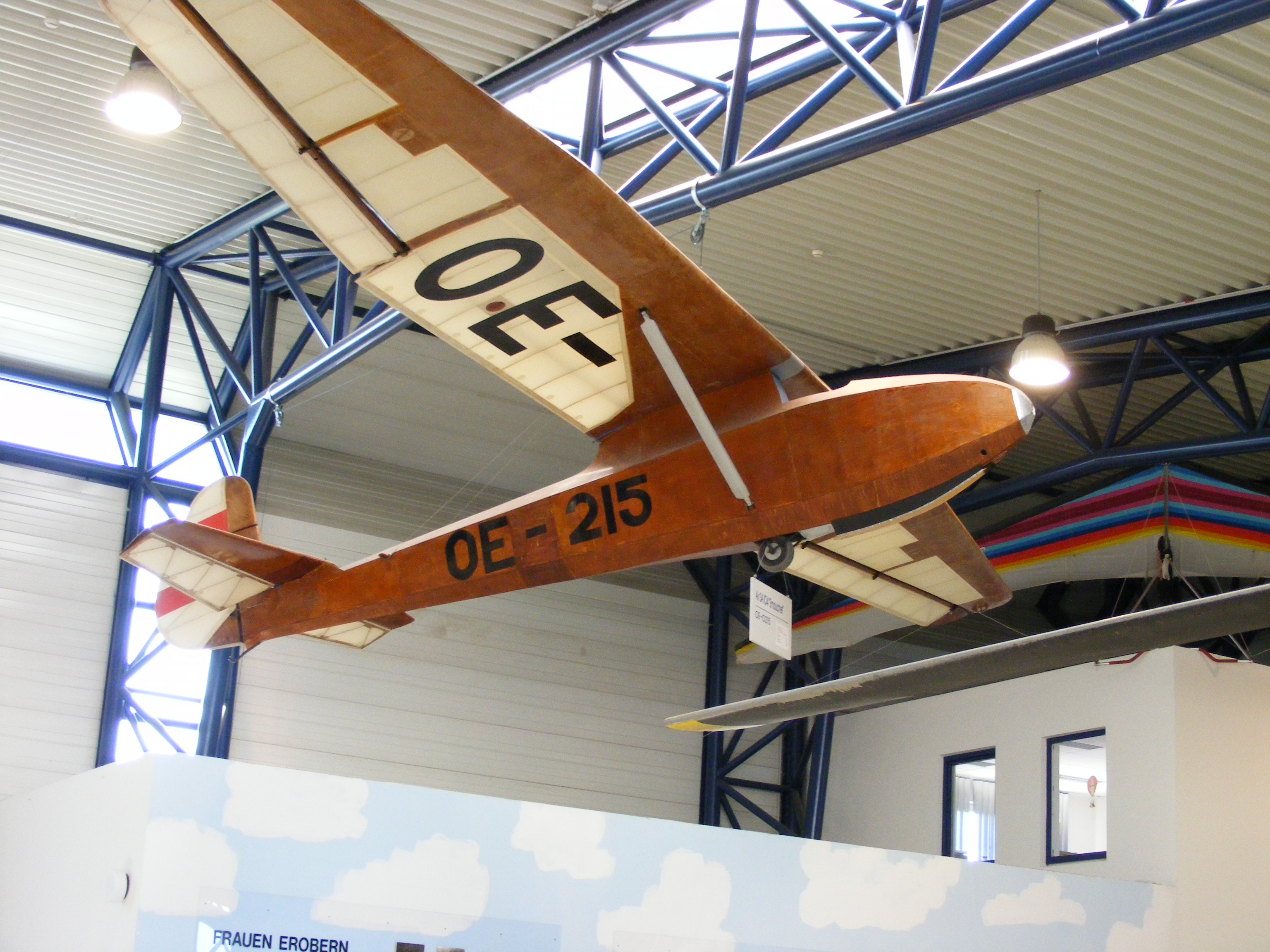
Planeur S.A. 104 Émouchet au de Wiener Neustadt (Autriche).

## Un étalon industriel
Entre la création du ministère de l'Air le 14 septembre 1928 et la décision prise le 1er avril 1933 de créer une Armée de l’Air indépendante, quelques hommes politiques français et quelques militaires concernés prirent conscience du retard pris par l’industrie aéronautique française dans de nombreux domaines face à des pays comme la Grande-Bretagne, l’Italie et même l’Allemagne, dont on commençait à découvrir les nouvelles productions. Rapporteur du premier budget de l’Air, voté le 2 juillet 1934, le député socialiste Pierre Renaudel proposa la création d’un établissement d’État, doté de moyens industriels, pour étudier de nouvelles techniques et développer du matériel moderne destiné à l'armée française. Placé sous la tutelle de la Direction technique et industrielle (DTI) du ministère de l’Air et disposant d’un bureau d'études, de machines-outils, d'ateliers de fabrication et de moyens d'essais, l'Arsenal du matériel aérien fut constitué fin 1934. Son bureau d'études fut confié à l’ingénieur général de l’air Marius Vernisse. La loi du 11 août 1936 portant nationalisation de l’industrie aéronautique française permettra à l’Arsenal de l’aéronautique de s’installer dans des hangars récemment construits par Louis Breguet à Villacoublay.
L’arrivée au pouvoir du Front populaire en 1936 et la nationalisation de l’industrie aéronautique modifia légèrement les missions de l’établissement de Villacoublay, rebaptisé Arsenal de l’aéronautique à la suite d'un décret du 6 mai 1936. Il doit permettre :
- aux ingénieurs d'État d'obtenir les compétences nécessaires pour calculer les prix de revient exacts du matériel aéronautique, donc de mieux utiliser les fonds publics[1] ;
- d'étudier, sans souci de rentabilité, des projets ne débouchant pas nécessairement sur des fabrications de série ou « sensibles »[1] ;
- de former les ingénieurs d'État aux techniques de pointe[1].

## Un département aviation très actif
Le premier contrat d’étude passé au bureau d’études de Marius Vernisse portait sur un quadrimoteur transatlantique pour 72 passagers dessiné par Michel Wibault, mais les travaux sur cet appareil à deux ponts furent arrêtés fin 1937 par manque d’un moteur adapté. Débuta alors le développement des chasseurs Arsenal VB-10 et Arsenal VG-30. Produit en série le VG-33 arriva trop tard pour participer à la campagne de France. Forcé de quitter Villacoublay par l'Occupant, une partie de l'Arsenal de l'aéronautique se replia sur l’usine de Châtillon, qui fut placée sous le contrôle de Focke-Wulf en septembre 1942.

## Un département moteur important
Marius Vernisse se plaignant de ne pas disposer d'un moteur capable de motoriser son projet transatlantique, l’ingénieur Pierre Clerget fut transféré à l’Arsenal de l’aéronautique avec une partie de ses collaborateurs pour y développer des moteurs Diesel à haut rendement. Sous l’Occupation le personnel de Villacoublay fut replié à Villeurbanne, les ateliers du motoriste EETIM permettant la poursuite des travaux sur les moteurs turbo-diesel, sur une base Gnôme et Rhône cette fois.

## Réorganisation à la Libération
En décembre 1945 une partie du bureau d’études de l’Arsenal de l’aéronautique fut transféré à la SNCASO, le département moteur de l’ingénieur général Raymond Marchal regroupé en GEHL et rattaché à la SNECMA. Début 1946 l’Arsenal de l’aéronautique comptait environ 400 personnes, dont une vingtaine d’ingénieurs allemands « capturés » en 1945. Parmi ces derniers, il y avait une équipe ayant travaillé sur les plans de l’aile volante supersonique DFS 346. Privatisé en 1947, l’Arsenal fut chargé du développement du projet, dont un prototype fut mis en construction fin 1947. En 1949 furent réalisés les planeurs d’études aérodynamiques Ars 1301 et Ars 2301. L’ensemble de ces travaux devait conduire à la commande par l’État français d’un intercepteur supersonique à aile delta, projet qui conduira au Nord 1400 Gerfaut.

## SFECMAS
L’Arsenal de l’aéronautique fut rebaptisé SFECMAS (Société française d’étude et de construction de matériels aéronautiques spéciaux) le 31 décembre 1952.
Tout en poursuivant le développement du programme d’intercepteur à aile delta Gerfaut, la SFECMAS se spécialisa dans le développement de missiles filoguidés. Le missile anti-char Ars 5201 devient donc SS.10, dont la fabrication fut lancée en 1950, suivi du AS.10 en 1952, puis du SS.11 en 1956. La SNCAN, qui absorba la SFECMAS en décembre 1954 et devint Nord-Aviation en 1958, devait produire 180 000 exemplaires du SS-11 à partir de 1956, ce missile anti-char étant utilisé dans 37 pays, les engins-cibles CT.10 (Ars 5501), CT.20 (Ars 5510) CT.41 et le missile sol-mer SM.20.

## Productions

### Avions
- Arsenal VG 30 (1938) : avion de chasse monoplace à hélice, monomoteur, monoplan à aile basse. Un prototype construit.
- Arsenal VG 31 : variante du VG 30 propulsé par un moteur Hispano-Suiza. Un prototype construit.
- Arsenal VG 32 : variante du VG 30 propulsé par un moteur Allison. Un prototype construit.
- Arsenal VG 33 : version de production du VG-32.
- Arsenal VG 34 : variante du VG 33 avec un nouveau moteur. Un modèle construit.
- Arsenal VG 35 : variante du VG 33 avec un nouveau moteur. Un modèle construit.
- Arsenal VG 36 : variante du VG 33 avec un nouveau moteur et boîtier de radiateur modifié. Un modèle construit.
- Arsenal VG 37 : variante du VG 33 avec une plus grande autonomie. Non construit.
- Arsenal VG 38 : variante du VG 33 avec un nouveau moteur. Non construit.
- Arsenal VG 39 : Variante du VG 36 avec le nez simplifié et un plus gros moteur. Un construit.
- Arsenal VG 40 : variante du VG 39 avec un moteur Rolls-Royce. Non construit
- Arsenal VG 50 : variante du VG 39 avec un moteur Allison. Non construit.
- Arsenal VB-10 (1945) : Avion de combat à hélice bimoteur monoplace, avec les moteurs disposés l'un à l'avant du fuselage et l'autre à l'arrière. Six construits.
- Arsenal O-101 (1947) : Monomoteur biplace à aile basse - avion de recherche aérodynamique. Un construit.
- Arsenal VG 70 (1948) : Monomoteur monoplace à aile haute et ailes en flèche - jet expérimental. Un construit.
- Arsenal VG 80
- Arsenal VG 90 (1949) : Monomoteur monoplace à aile haute en flèche - base pour chasseur à réaction. Trois construits, deux terminés.
- Arsenal-Delanne 10 (1941) : Monomoteur biplace à ailes en tandem

### Moteurs d'avion
- Arsenal 12H : développement après guerre du moteur V12 Junkers Jumo 213.
- Arsenal 12H-Tandem : deux moteurs 12H en tandem avec hélices co-axiales.
- Arsenal 12K : poursuite du développement du 12H.
- Arsenal 24H : moteur à 24 cylindres en H utilisant les blocs cylindres du 12H, vilebrequins et pistons monté sur un nouveau carter entraînant une seule hélice.
- Arsenal 24H-Tandem : deux moteurs 24H en tandem avec hélices co-axiales.

### Planeurs
- Arsenal Air 100 :
- Arsenal Air 101 :
- Arsenal Air 102 :
- Arsenal 4111 : Planeur de performance
- Arsenal Emouchet :
- SFECMAS 1301 : planeur de recherche supersonique
- Arsenal 2301 : planeur de recherche supersonique

### Cibles et missiles
- Arsenal 5201 : (SS.10 (sol-sol))
- Arsenal AS 10 : (ALAT (AAM))
- Arsenal 5501 : (cible CT 10)
- Arsenal 5510 : (cible CT 20)
- Nord SM 20 : (sol-mer anti-navire)
- Nord Aviation CT.41 : (cible supersonique)